# Przyłęk Zgórski
Przyłęk Zgórski – nieoficjalna leśniczówka wsi Szydłowiec w Polsce położona w województwie podkarpackim, w powiecie mieleckim, w gminie Mielec.
W latach 1975–1998 miejscowość administracyjnie należała do województwa rzeszowskiego.